# Silnice I/65
Silnice I/65 je česká silnice I. třídy vedoucí Libereckým krajem. Je dlouhá 8,335 km a vytváří přivaděč města Jablonec nad Nisou na silnici I/35 (E442), vedoucí z Turnova do Liberce. Začíná na mimoúrovňové křižovatce Rádelský mlýn mezi obcemi Rádlo a Jeřmanice, na hranici okresu Liberce. Pokračuje v okrese Jablonec nad Nisou kolem Rychnova u Jablonce nad Nisou do Jablonce nad Nisou – tam vede po ulicích Turnovská a Nová Pražská. Končí na kruhovém objezdu se silnicí I/14. Plánuje se zkapacitnění na vystřídaný třípruh od MÚK Rádelský mlýn až k vjezdu do Jablonce nad Nisou.
Silnice vznikla v roce 1997, kdy byla překategorizována východní větev silnice II/278.

## Modernizace silnice
| Číslo | Název                                       | Délka  | Kategorie | Zahájení výstavby | Uvedení do provozu | Křižovatky |
| ----- | ------------------------------------------- | ------ | --------- | ----------------- | ------------------ | ---------- |
| L80   | Rádelský mlýn – Jablonec n/N., zkapacitnění | 5,3 km | 11,5/70   | bude oznámeno     | bude oznámeno      |            |
| L66   | Dobrá Voda                                  | 0,8 km | 11,5/70   | bude oznámeno     | bude oznámeno      |            |